# Christina Becker
Pour les articles homonymes, voir Becker.
Christina Becker, née le 12 décembre 1977 à Dortmund, est une coureuse cycliste allemande. Elle est la sœur ainée de Charlotte Becker, également cycliste professionnelle.

## Palmarès sur piste

### Championnats du monde
- Pruszkow 2009
  - 7e de la poursuite par équipes

### Championnats d'Europe
- 1999
  -  Médaillée d'argent de la poursuite espoirs

### Championnats nationaux
- Championne d'Allemagne de poursuite en 2002 et 2003
- Championne d'Allemagne de la course aux points en 2004 et 2007

### Coupe du monde
- 2001
  - 1re de la poursuite à Ipoh
  - 1re de la course aux points à Ipoh
- 2002
  - 3e de la poursuite à Kunming
- 2003
  - 2e de la poursuite au Cap
  - 3e de la vitesse par équipes à Moscou
- 2008-2009
  - 2e de la poursuite par équipes à Manchester
  - 3e de la poursuite par équipes à Copenhague

## Palmarès sur route
- 1995
  - 2e du championnat du monde du contre-la-montre juniors
- 2001
  - Eko Tour Dookola Polski
- 2002
  - 4e du Tour de Thuringe
- 2005
  - 4eb étape de Holland Ladies Tour (contre-la-montre par équipes)
  - 3e étape du Tour du Salvador féminin
- 2008
  - Draai van de Kaai
  - Köln-Mülheim
  - Rund um die Landeskrone
  - 3e du GP Città di Cornaredo
  - 3e de l'Open de Suède Vårgårda (contre-la-montre par équipes)

### Classements mondiaux
| Année          | 2000 | 2001 | 2002 | 2003 | 2004 | 2005 | 2006 | 2007 | 2008 | 2009 |
| Classement UCI | 237e | 83e  | 133e | -    | -    | 101e | 291e | -    | 164e | 314e |